# Цакни, Николай Петрович
Николай Петрович Цакни (1851, Балаклава, Таврическая губерния, Российская империя — 21 июля 1904, Одесса, Херсонская губерния) — деятель революционного движения XIX века, революционер, народоволец, член московского кружка «чайковцев», литератор, издатель и редактор ежедневной газеты «Южное Обозрение» .

## Биография
Греческого происхождения. Дворянин Таврической губернии. Его отец — губернский секретарь Петр Аргириевич Цакни, дядя — Михаил Аргирьевич, генерал-лейтенант. 
После окончания Симферопольской гимназии поступил на учёбу в Императорский Харьковский университет. В 1871—1872 годах — студент Петровской сельскохозяйственной академии. Обратил на себя внимание деятельным участием в 1871—1872 годах в организациях самообразования среди студентов Петровской сельскохозяйственной академии и участием в сходках. Заведовал тайной студенческой библиотекой.
Осенью 1872 года перешёл в Московский университет, где познакомился с народовольцами, стал членом московского кружка «чайковцев».
В конце 1872 года был арестован вместе с народником С. Клячко и содержался в тюрьме до апреля 1873 года. По «высочайшему повелению» от 28 августа 1873 года отправлен в ссылку за пределы Москвы в Вологодской губернии. Ссылка была отложена из-за рассмотрения нового дела, по которому он был арестован в декабре 1874 года в Москве и переведен в Санкт-Петербург, где содержался в заключении. Привлечён к ответственности по делу об антиправительственной пропаганде, в результате выявленных связей со С. Степняком-Кравчинским и Д. Клеменцом. Обвинён в причастности к «делу долгушенцев».
В октябре 1876 года был сослан под гласный надзор в Архангельскую губернию. Жил в Мезени.
В сентября 1878 года Н. Цакни бежал из ссылки в Мезени и тайно прибыл в Архангельск, откуда на английском пароходе отправился в Лондон, а затем, в начале октября — в Париж.
Есть сведения о его пребывании в 1880 годах в Америке. Серия его очерков о США печаталась в журнале «Слово».
В эмиграции Цакни сотрудничал с иностранными русскоязычными и изданиями Российской империи: «Страна», «Русские Вѣдомости», «Санктъ-Петербургския Вѣдомости», «Неделя», «Русский Курьеръ» и в журналах «Дѣло», «Слово», «Русская Мысль», «Русское Богатство», «Заря». Публиковался в народовольческих изданиях: «Вѣстникъ Народной Воли», «Календарь Народной Воли», а также со «Свободным Словом».
В 1881 г. И. С. Тургенев из Парижа посылал ему через П. Л. Лаврова американские издания. В конце 1882 г. И. Тургенев поручил ему перевод на русский части романа Ги де Мопассана «Жизнь» для «Вестника Европы».
Во второй половине 1880-х годов Н. Цакни отошёл от революционной деятельности.
В мая 1887 года он обратился в министерство внутренних дел с просьбой о разрешении вернуться в Российскую империю и поселиться в Херсонский губернии в имении тестя — Павла Петровича Ираклиди, одесского купца-промышленника, в с. Афанасьевка, где его жена владела 145 десятинами земли. Получив разрешение на возвращение в Херсонскую губернию, в течение 2-х лет пребывал под гласным надзором полиции.
В апреле 1888 года из-за болезни получил вид на жительство в Херсоне, позже — в Одессе. В ноябре 1888 года возбудил ходатайство об освобождении из-под полицейского надзора и был от него освобождён в марте 1889 года.
Работал заведующим редакцией газеты «Одесские Новости». В это время в газете печатались статьи Корнея Чуковского.
В январе 1898 года приобрел газету «Южное Обозрение»). С 1900 года стал редактором газеты.
В 1898 году принимал у себя Ивана Бунина, который впоследствии женился на его дочери Анне (1879—1963). Печатал его произведения в своей газете. Тогда же познакомился с Александром Куприным.
В 1904 году был избран членом Одесской городской управы.
Умер в Одессе 21 июля 1904 года, похоронен на Первом Христианском кладбище.

## Семья
- 1-й брак — Зинаида Киселевна (Константиновна), урожд. Львова[2]
  - Дочь — Анна Николаевна Цакни (1879—1963). В первом браке замужем за Иваном Буниным. Сын — Николай (1900-1905). Второй брак — Александр Михайлович Дерибас.
- 2-й брак — Элеонора Павловна, урожд. Ираклиди
  - Сын — Павел Николаевич Цакни[3].  До 1917 года — адвокат и мировой судья в Одессе. Бунин встречался с П. Н. Цакни в Ницце в 1939 году[4][5].